# Максим Ляйч
Максим Ляйч (нім. Maxim Leitsch, нар. 18 травня 1998, Ессен, Німеччина) — німецький футболіст, центральний захисник клубу «Майнц 05».

## Ігрова кар'єра

### Клубна
Максим Ляйч є вихованцем клубу «Бохум», де він починав займатися футболом з 2008 року. Починаючи з сезону 2016/17 футболіст почав потрапляти до заявки першої команди. У грудні 2016 року Ляйч зіграв свою першу гру на професійному рівні. За п'ять сезонів у команді Ляйч провів майже сотню матчів.
1 липня 2022 року Ляйч перейшов до «Майнца». Першу гру у новій команді футболіст провів проти свого колишнього клубу «Бохум».

### Збірна
У 2021 році Максим Ляйч був у заявці молодіжної збірної Німеччини на переможному для Німеччини молодіжному Євро. Але на поле у тому турнірі Ляйч не виходив.

## Титули
Бохум
- Переможець Другої Бундесліги: 2020/21

Німеччина (U-21)
 Чемпіон Європи: 2021